# 葉劉淑儀2017年香港行政長官選舉活動
葉劉淑儀是香港立法會議員、新民黨及匯賢智庫主席。2016年12月14日，新民黨會員大會通過葉劉淑儀參選第五屆行政長官選舉，所以葉劉淑儀在12月15日向行政長官辭去行政會議職務，並獲得特首梁振英批准。12月15日下午，葉劉淑儀於香港會議展覽中心宣布參選2017年行政長官選舉。
|                    | 贏返香港 |
| ——葉劉淑儀競選口號 |          |

## 宣布成為候選人
2016年12月15日，葉劉淑儀正式宣布參加行政長官選舉。前一晚新民黨舉行特別大會，以舉手方式通過主席參選的決定。宣佈參選當日，她亦公布政綱，其中以831決定重啟政改，及為二十三條立法等引起爭議。
在記者會上，葉劉淑儀發表競選宣言，指香港面對全球經濟一體化、數碼科技革命，導致經濟放緩，新一代中產階層及年輕人的發展機會較前一代遜色。她又指，香港近年經歷政改方案遭否決、2014年的「雨傘革命」、立法會宣誓風波等，社會前所未有地撕裂、分化，行政及立法關係對立，中港關係不和諧，甚至出現分離思想、港獨思緒；香港已走到關鍵時刻，她自認為「要站出來，為香港做更多事，帶領香港邁向更好的未來」，因此決定參選。
葉劉淑儀邀得多位名人、政客出席該日的記者會為她站台，其中致辭的包括前布政司鍾逸傑爵士、香港醫學會前副會長史泰祖、新民黨副主席田北辰，其他出席人士包括前立法局議員林貝聿嘉、香港海洋公園董事局前主席盛智文等。

## 政綱
葉劉淑儀指出，競選團隊認為香港當前要務為解決核心管治問題，而這些問題則圍繞三大關係：香港與內地的關係、行政立法關係、政府與市民的關係。
她指出，為改善以上三大關係，競選團隊準備了一系列政綱內容，可分為九大範疇：加快提供土地供應、推動新經濟政策、推動新公共理財概念、重組政府架構、優化退休保障、全面提升教育質素、推高環境保護意識、推動文化及體育發展、重啟政改諮詢。

### 政府行政
她建議改善政府各政策局分工，建議下屆政府應重推政府架構改組，重點包括：設立土地規劃房屋局、由商務及經濟局掌管航運及民航事務、運房局將房屋工作分配至土地規劃房屋局，並改組成運輸及公務局，負責監察政府基建及陸地交通運輸。此外，她批評特區政府的經濟策略抱殘守缺，停留於上世紀「積極不干預」年代，未能與時並進，又指香港必須制訂新的產業政策，以及利用一帶一路的發展機遇。她提到漁農業面對不少挑戰，希望促使漁業以至農業向高科技及高增值的方向發展。葉劉淑儀建議推行短、中、長期措施，處理土地房屋短缺及樓價高企的問題，包括：檢視賣地機制、適度輸入短缺建築勞工、提供優惠按揭保險計劃、居屋售價與中位家庭收入掛鉤、推動新發展區及新市鎮擴展、適度發展綠化地、成立土地發展局等。
此外，在政制發展方面，葉劉淑儀表示，「831決定」可以解決香港的困局，又指出在2016年香港選舉委員會界別分組選舉中，泛民主派奪得席位比以往增加許多，因此泛民亦可成為「造王者」。她表示，願意以「831決定」為基礎，重啟政改，又指香港應履行其憲制責任，為《基本法》第二十三條立法。

### 社會措施
在退休保障方面，她提到新民黨於2012年建議的「三級制頤老金」。她又認為應該取消強積金對沖，以及改善強積金退休保障功能。
在教育方面，葉劉淑儀指出，自2000年教育改革以來，香港的教育制度出現五大問題：形式化、功利化、通識化、產業化、政治化。她認為下任教育局局長必須有心有力，推動教育體系重回正軌，包括：改良全港性系統評估（TSA）、中國歷史科列為整個初中階段的獨立必修科目、通識教育科改為選修科。
在改善環境方面，她議收緊所有新登記車輛的排放標準至歐盟六期，又認為應加強與廣東及珠三角區域的合作，協助內地改善空氣質素。至於廢物回收，她鼓勵源頭減廢，提倡支援回收行業。
在體育及文化方面，她提到本港精英運動員近年於各項國際賽事取得驕人成績，建議參考香港藝術發展局的模式，成立法定的體育發展局，制訂體育發展策略。她指出在文化及體育發展方面，她形容政府的角色為促進者，建議強化藝術發展局現有的角色及功能，包括檢討藝術發展配對資助試驗計劃。

## 競選團隊
特別顧問
- 鍾逸傑、盛智文

### 競選辦公室
- 競選辦主任：趙崇幗
- 常務副主任：周國泉
- 選舉代理人：曾向群
- 副主任（行政）：何兆鴻
- 副主任（外務）：黃彥勳
- 副主任（內務）：王政芝
- 總新聞主任：彭仕敦
- 總聯絡主任：黃楚峰

## 競選活動

### 競選口號
葉劉淑儀在2016年12月15日舉辦記者會宣布參選，席間亦公佈了「贏返香港」的選舉口號。

### 體驗棺材房擠迫
葉劉淑儀及另一候選人胡國興在2017年1月8日，應香港社區組織協會邀請到深水埗參觀展覽，了解基層住屋問題。葉劉更「瞓身」體驗躺進不足18平方呎的「棺材房」。

### 選舉工程受壓
時任行政長官梁振英在2017年1月17日早上出席行政會議前，讚揚另一候選人、前政務司司長林鄭月娥有擔當、有能力，願意處理香港長期積壓問題。葉劉淑儀在同日被問及有關問題時指自己亦是有擔當的人，在處理二十三條立法爭議後亦問責辭職，期間一度哽咽，並表示「我由低做起，出錢出力出心，難道可以話我對香港社會無擔當咩？」。此外，她亦透露部分原本支持她的選委轉投林鄭月娥陣營，而她則表示可以理解，並會接受這個現實。
其黨友田北辰則指出他感覺到有力量在篩走其餘候選人，希望最後只有林鄭月娥成功入閘，顯示其委屈的來源。

### 到民主派人士電台節目受訪
葉劉淑儀為一建制派候選人，然而，她在2017年1月20日晚受與她政治立場南轅北轍的陶傑邀請，到他主持的電台節目《光明頂》受訪。事件引起網民轟動，認為她為了爭取選票連這些她平常完全沒有可能做的事也去做，顛覆了她的強硬立場。

### 電台節目
2017年1月23日，葉劉淑儀接受香港商業電台節目《在晴朗的一天出發》訪問時，與主持陳志雲談及服裝顏色配襯問題，葉劉淑儀回應指，很喜歡藍色，並在桌上展示藍色手袋。之後陳志雲提到她連鞋都是藍色時，她邊將腿抬高至桌面，邊說：「要舉腳睇下（要舉腳看看）」展示其藍黑色高跟鞋，並稱「我係喜歡玩時裝係真嘅（我是喜歡玩時裝是真的）」，希望零售業選委支持她。
此外，在節目中，她還被主持人提及在2015年農曆新年在車公廟被麒麟撞倒的意外，並被他以此事挪揄。葉劉淑儀即回應：「我諗撞過唔會再撞（我想我不會再撞）」。她主動透露，2017年年初二將出席新界鄉議局活動，惟她在2016年出席相關活動時，卻「發現麒麟失蹤了」。

### 選情進入嚴峻階段
2017年1月23日，葉劉淑儀接受香港商業電台節目《在晴朗的一天出發》訪問時，亦提到自己的選情。她指出，自己的選情「打逆境波」情況嚴峻，但認為這情況愈來愈好。她又提到有選委「跳船」，轉而支持另一參選人前政務司司長林鄭月娥，「有人喺我臨宣佈參選，通知我話知道Carrie（林鄭月娥）出（選），就唔幫得我，原本上台介紹我，做我特別顧問，依家唔做」，但她指團隊士氣仍高，感覺良好。

### 更新政綱
在提名期開設前一日（2017年2月13日），葉劉淑儀更新其於2016年12月公開的政綱。在政制部分，她作出大幅度修改，過去指願以「8‧31決定」為基礎重啟政改的她，更新政綱後，並未有再寫依照「8‧31決定」為基礎。其餘更新部分包括廉潔政府、人權自由、創新科技、人口政策等11個範圍，她指在競選期間約見不同組織、積極落區，形容聆聽不同人士的聲音，特別是年輕人的不滿，讓她深有體會，「深刻反省、檢討政綱」，期望新增政綱可回應社會訴求。此外，她亦承認受到民主派的影響而修改部分政綱。

### 提名票數量不足
葉劉淑儀的建制立場鮮明，一直與民主派陣營對立，包括在2003年的23條立法爭議中，其言語及行動一直被民主派所非議。直至這次選舉，葉劉淑儀仍然被民主派所討厭，令到她獲得民主派選委提名的機會微乎其微。她的作風強硬，例如在今次選舉中指會計界中部分年輕選委「雖非精英，亦非建制人士」，而此話亦被會計界民主派選委團隊「民主進步會計師」指其言論非常不專業及侮辱選民智慧，對此深表遺憾及失望。
縱然她並不受民主派歡迎，但她亦嘗試爭取民主派的提名。例如她曾在2017年1月18日與民主黨會面，希望爭取他們的支持。但民主黨在會後則表示，與她的民主理念相差甚遠，很難提名葉劉淑儀「入閘」。
2017年2月14日，特首選舉候選人提名期開始，葉劉淑儀僅獲14張提名票，並且全部來自新民黨的選委或該黨友好。她亦一直有前往各大選委陣營與他們會面，希望爭取他們的提名，例如前往擁有26票的新界鄉議局、60票的漁農界別等，但她所會見的陣營並無一個陣營表達支持她的意向，令她的選情繼續處於嚴峻的狀態。
2017年2月18日，葉劉淑儀公開表示自己的選情「好嚴竣，好艱苦呀，差好多票」，又表示現時的提名已變成選舉，「我覺得有啲候選人呢，佢自己根本已經入閘，就唔應該攞咁多提名，如果有啲候選人大方啲，有膽面對競爭，應該自己唔好攞咁多票，俾第二啲人都可以加入」。這些言詞被認為是直接衝著擁有最多提名票的林鄭月娥而來。而被她批評的林鄭月娥則於同日回應她，指出自己並無主動爭取每一個陣營的提名，是該等陣營自願給予她提名的。

### 粗疏事件
葉劉淑儀「贏返香港」的選舉口號將「贏」字的下半部改為英文「Win」。但剩餘的「吂」字卻有老人不知的負面意思，惹來市民的取笑聲音。香港中文大學中文系高級講師歐陽偉豪更諷刺該設計，「贏字，核心喺個貝度，貝即係銀。冇貝，即係冇銀用，咁你贏乜銀呢？（贏字，核心在貝字，貝即是銀。沒有貝，即是沒有銀可用，那你贏甚麼銀呢？）」。同年12月28日，葉劉淑儀回應此事，並指出她會沿用這標誌，指每個人會有不同意見，她尊重設計師的創作自由。
2017年2月22日，葉劉淑儀原定出席與「全港關注劏房平台」的會面及探訪劏房居民，但她在活動5分鐘前才突然通知主辦單位未能赴約，改為出席由4個警察協會發起聲援七警的特別會員大會，被狠批為「撐罪犯、棄基層」。

## 民意調查
| 調查時期          | 調查來源                             | 樣本數目 | 支持葉劉淑儀 | 在所有候選人中的排名 | 備註                                 |        |
| 2017年            | 2017年                               | 2017年   | 2017年       | 2017年               | 2017年                               | 2017年 |
| ----------------- | ------------------------------------ | -------- | ------------ | -------------------- | ------------------------------------ | ------ |
| 2月14日－18日     | Now新聞/嶺大（页面存档备份，存于）   | 1,010    | 5.9%         | 4                    | 梁國雄加入為選項，總人數增至五人     |        |
| 2月2日－8日       | 南華早報/中大 （页面存档备份，存于） | >1,000   | 5.6%         | 4                    |                                      |        |
| 2月1日－4日       | Now新聞/嶺大 （页面存档备份，存于）  | 1,023    | 5.9%         | 4                    |                                      |        |
| 1月19日－24日     | 明報/港大 （页面存档备份，存于）     | 1,006    | 7.3%         | 4                    |                                      |        |
| 1月18日－24日     | 信報/中大 （页面存档备份，存于）     | 1,036    | 6.4%         | 4                    |                                      |        |
| 1月12日－15日     | now新聞/嶺大 （页面存档备份，存于）  | 1,103    | 5.4%         | 4                    |                                      |        |
| 1月4日－10日      | 南華早報/中大 （页面存档备份，存于） | 1,024    | 9.7%         | 4                    |                                      |        |
|                   |                                      |          |              |                      |                                      |        |
| 2016年            |                                      |          |              |                      |                                      |        |
| 12月16日－20日    | now新聞/嶺大 （页面存档备份，存于）  | 1,007    | 10.7%        | 4                    |                                      |        |
| 12月12日－16日    | 信報/中大                            | 1,032    | 6.6%         | 4                    | 葉劉淑儀辭去行政會議職務，並宣布參選 |        |
| 12月5日－6日      | 香港01/港大 （页面存档备份，存于）   | 516      | 6.1%         | 4                    |                                      |        |
| 11月24－29日      | now新聞/嶺大 （页面存档备份，存于）  | 1,052    | 6.2%         | 4                    |                                      |        |
| 10月28日－11月2日 | now新聞/嶺大 （页面存档备份，存于）  | 1,020    | 6.7%         | 4                    |                                      |        |
| 10月16日－11月2日 | 信報/中大 （页面存档备份，存于）     | 1,005    | 8.4%         | 4                    | 胡國興加入為選項，總人數增至四人     |        |
| 10月3日－5日      | 端傳媒/中大 （页面存档备份，存于）   | 521      | 5.1%         | 3                    |                                      |        |
| 9月26日－27日     | 香港01/港大                          | 513      | 3.8%         | 3                    |                                      |        |
| 1月23日           | 香港01/港大 （页面存档备份，存于）   | 519      | 4.6%         | 3                    |                                      |        |

## 外部連結
- 葉劉淑儀政綱PDF
- 葉劉淑儀競選活動官方網站
- 葉劉淑儀競選活動的Facebook專頁